# 安東駅
安東駅（やすひがしえき）は、広島県広島市安佐南区安東二丁目にある広島高速交通広島新交通1号線（アストラムライン）の駅である。副駅名は、安田女子大学前。

## 歴史
- 1994年（平成6年）8月20日：開業[1][2]。
- 1999年（平成11年）3月20日：ダイヤ改正で急行列車が新設されたが、当駅は通過駅となる[1]。
- 2000年（平成12年）：業務委託駅となる[3]。
- 2004年（平成16年）3月20日：ダイヤ改正で急行列車が廃止され、5年ぶりに全ての列車が停車するようになる[1]。
- 2009年（平成21年）8月8日：PASPY導入[1]。
- 2015年（平成27年）：構内放送とホームの発車標を新白島駅と同等の物に更新。

## 駅構造
島式ホーム1面2線の高架駅。ホームから1フロアー降りたところに券売機・改札がある。ステーションカラーは■水色。

### のりば
| のりば | 路線              | 方向 | 行先           |
| ------ | ----------------- | ---- | -------------- |
| 1      | ■アストラムライン | 下り | 広域公園前方面 |
| 2      | ■アストラムライン | 上り | 本通方面       |

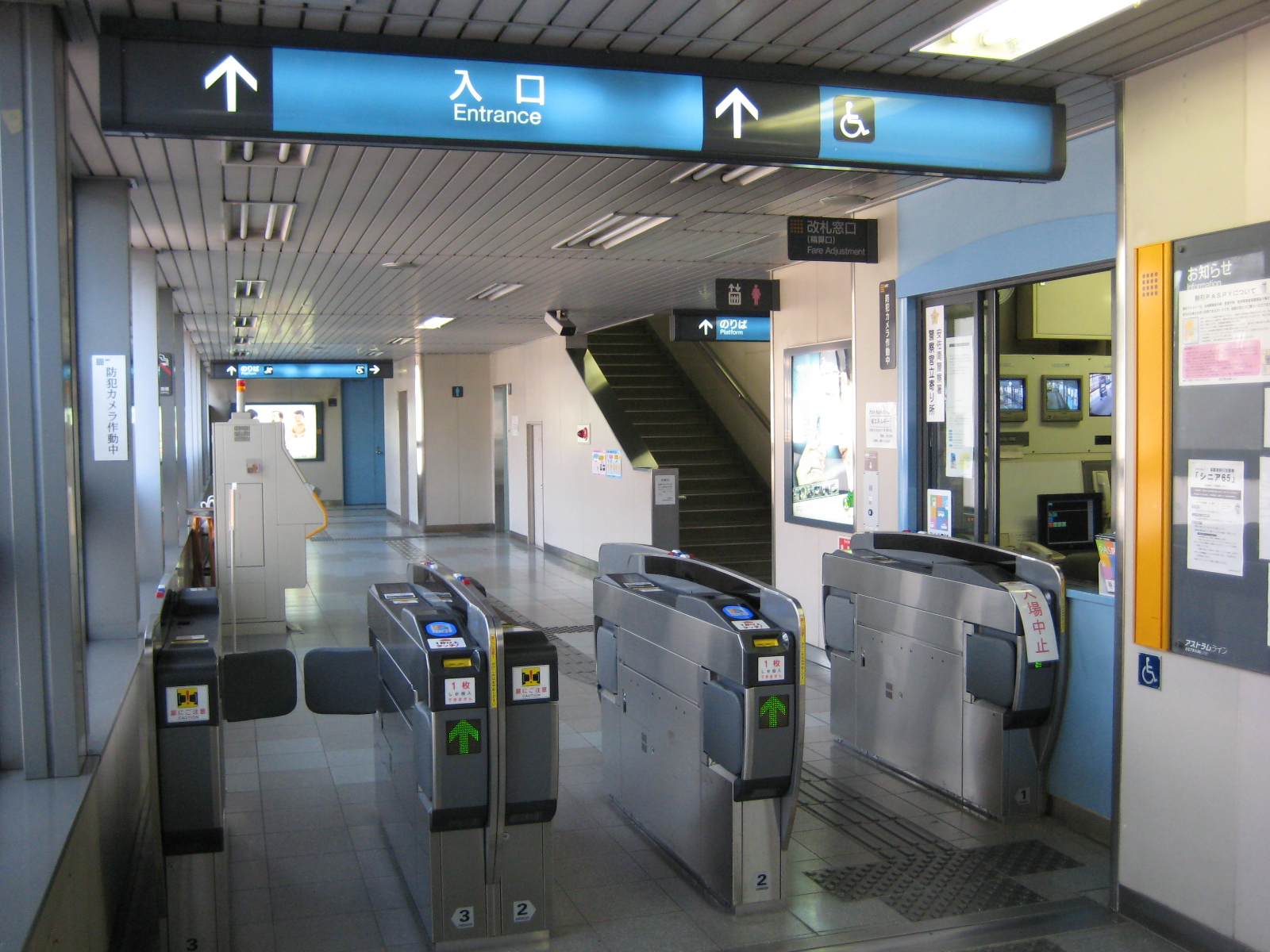
改札口（2009年8月）
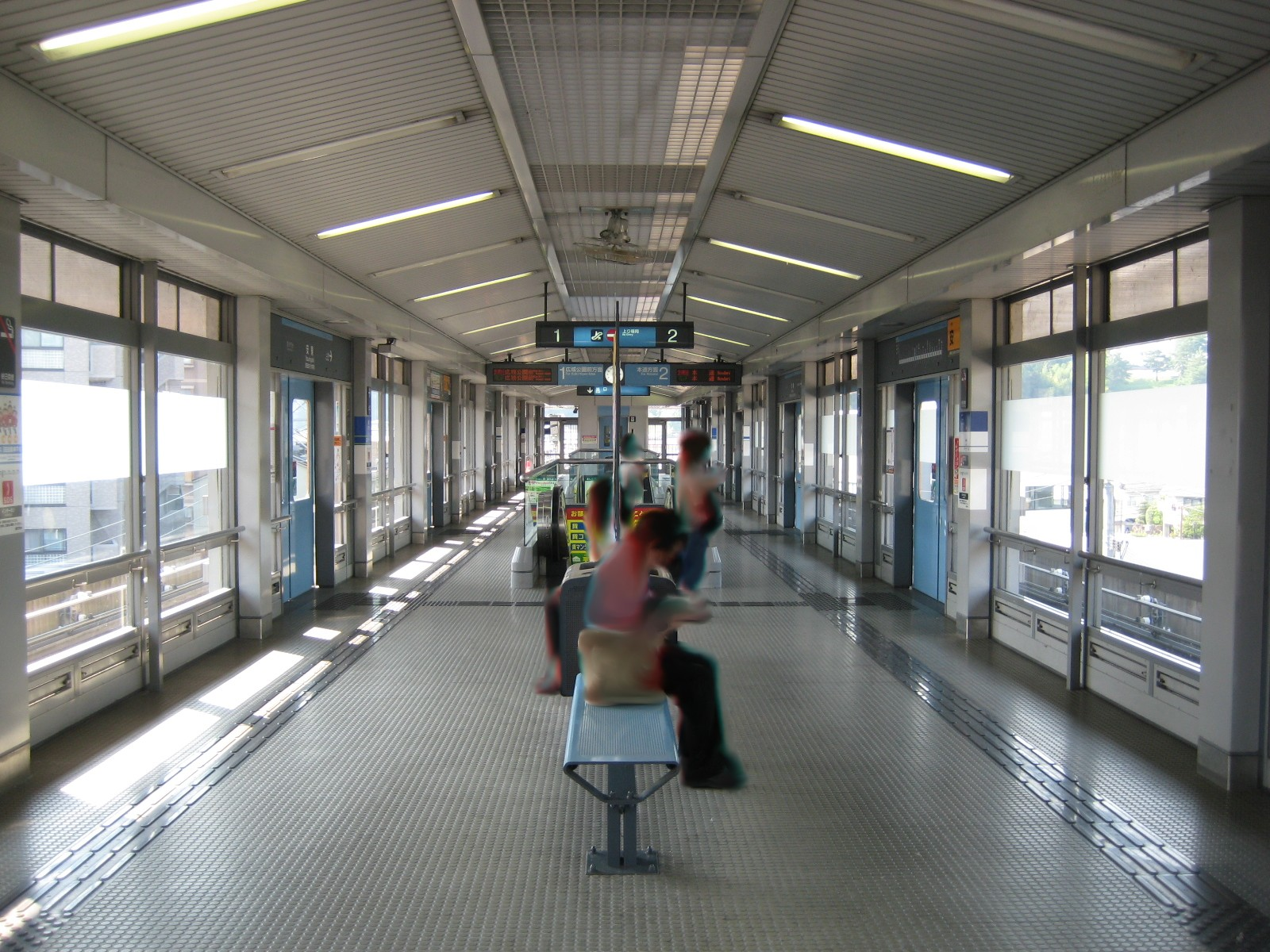
ホーム（2009年8月）

## 利用状況
以下の情報は、広島市統計書に基づいたデータである。アストラムラインでは「1年毎乗車総数」と「1年毎降車総数」の情報を公開している。1日平均乗車人員データは、年度毎の乗車総数を365（閏年は366）で割った値を小数点2位を丸めて小数点1位の値にした物である。アストラムラインのデータは1,000で丸めて提供されているので、1年毎ではプラスマイナス500の誤差があり、1日当たりでは1.4人程度の誤差が発生する。
| 年度               | 1日平均 乗車人員 | 1年毎 乗車総数 | 1年毎 降車総数 |
| ------------------ | ---------------- | -------------- | -------------- |
| 1995年（平成07年） | 2,948.1          | 1,079,000      | 1,026,000      |
| 1996年（平成08年） | 3,202.7          | 1,169,000      | 1,084,000      |
| 1997年（平成09年） | 3,076.7          | 1,123,000      | 1,039,000      |
| 1998年（平成10年） | 3,120.5          | 1,139,000      | 1,050,000      |
| 1999年（平成11年） | 3,079.2          | 1,127,000      | 1,037,000      |
| 2000年（平成12年） | 3,087.7          | 1,127,000      | 1,040,000      |
| 2001年（平成13年） | 3,008.2          | 1,098,000      | 1,010,000      |
| 2002年（平成14年） | 2,942.5          | 1,074,000      | 988,000        |
| 2003年（平成15年） | 2,841.5          | 1,040,000      | 955,000        |
| 2004年（平成16年） | 2,887.7          | 1,054,000      | 964,000        |
| 2005年（平成17年） | 2,934.2          | 1,071,000      | 986,000        |
| 2006年（平成18年） | 3,032.9          | 1,107,000      | 1,020,000      |
| 2007年（平成19年） | 3,204.9          | 1,173,000      | 1,090,000      |
| 2008年（平成20年） | 3,301.4          | 1,205,000      | 1,121,000      |
| 2009年（平成21年） | 3,186.3          | 1,163,000      | 1,093,000      |
| 2010年（平成22年） | 3,235.6          | 1,181,000      | 1,111,000      |
| 2011年（平成23年） | 3,295.1          | 1,206,000      | 1,134,000      |
| 2012年（平成24年） | 3,271.2          | 1,194,000      | 1,119,000      |
| 2013年（平成25年） | 3,391.8          | 1,238,000      | 1,160,000      |
| 2014年（平成26年） | 3,378.1          | 1,233,000      | 1,154,000      |
| 2015年（平成27年） | 3,647.5          | 1,335,000      | 1,259,000      |
| 2016年（平成28年） | 3,904.1          | 1,425,000      | 1,343,000      |
| 2017年（平成29年） | 4,142.5          | 1,512,000      | 1,419,000      |
| 2018年（平成30年） | 4,134.2          | 1,509,000      | 1,421,000      |
| 2019年（令和元年） | 4,147.5          | 1,518,000      | 1,424,000      |
| 2020年（令和02年） | 3,112.3          | 1,136,000      | 1,081,000      |
| 2021年（令和03年） | 3,421.9          | 1,249,000      | 1,200,000      |
| 2022年（令和04年） | 3,789.0          | 1,383,000      | 1,319,000      |

## 駅周辺
- 安郵便局
- もみじ銀行安支店
- 安田女子大学
- 安田女子短期大学
- 広島市立安東小学校
- フォーブル本社営業所
- なでしこキャブ
- ほっとBBステーションぷらネット広島上安店
- 広島交通[5] 安東駅バス停 - 弘億線（弘億駐車場・中央ゴルフ場・北部医療センター方面 / 中緑井（緑井駅）方面 / 大町駅方面）が停車

## 隣の駅
広島高速交通
■広島新交通1号線（アストラムライン）
毘沙門台駅 - 安東駅 - 上安駅